# Simi-völgyi atombaleset
A Simi-völgyi atombaleset egy kísérleti atomreaktor balesete volt az Egyesült Államokban, Kaliforniában. Az 1959. július 13-án bekövetkezett balesetet a hidegháború miatt az amerikai vezetés sikeresen eltussolta 20 éven keresztül. A kutatólabort egy rakétatervezéssel foglalkozó vállalat irányította. Több kísérleti reaktortechnológiát is teszteltek, melynek célja a gazdaságilag hatékonyabb reaktorok létrehozása volt. 

## A baleset
Az egyik reaktorban víz helyett a hűtésre nátriumot használtak, amely hatékonyabb a víznél. Egy alkalommal alig tudták leállítani a reaktort, amikor hirtelen megugrott a sugárzás, és a hőmérséklet a reaktorban. De aztán egy kétórás rutin megfigyelés után úgy döntöttek, hogy visszakapcsolják a reaktort. Később aztán tudatosult a tudósokban, hogy nagy a baj, ezért leengedtek egy kamerát a reaktorba, ahol kiderült, hogy a 43 üzemanyagrúdból 13 meghibásodott, és részlegesen leolvadt. Mivel ez egy kísérleti reaktor volt, nem voltak meg a legalapvetőbb biztonsági struktúrák sem, mint például a megfelelően vastag betonépítmény a szerkezet körül. Az építmény egy egyszerű gyárépület volt, ahonnét a rádióaktív gázok azonnal a szabadba tudtak távozni. Mivel nem álltak rendelkezésre megfelelő műszerek, nem ismert, hogy mennyi sugárzás kerülhetett a környezetbe. Becslések szerint a kibocsátott sugárzás a Three Mile Island atomerőmű-ben 1979-ben történt üzemzavarhoz képest 200-szor nagyobb volt.

## A baleset oka
A nátrium a levegő jelenléte hatására elég, vízzel elegyedve pedig robban. Mivel víz nem lehetett a reaktor közelében, tetralint használtak a turbinák hűtésére. Egy tömítőgyűrű azonban meghibásodott, és tetralin szivárgott át a nátriumba. Ez megváltoztatta az anyag szerkezetét, ragasztószerűvé vált, eltömte a reaktor nyílásait, így oda nem tudott bejutni a hűtőfolyadék, így a fűtőelemek megolvadtak.

## A baleset következményei
A hivatalos közleményben az szerepelt, hogy csak egyetlen rúd hibásodott meg részlegesen, és a környezetet nem érte sugárterhelés. A rák előfordulása az erőmű dolgozóinak körében megháromszorozódott. Egy közeli egyetem diákjai fényképeket találtak a megsérült üzemanyagrudakról a könyvtárban később, és eljuttatták őket a sajtóhoz. Ez az Egyesült Államok eddigi történelmének legsúlyosabb reaktorbalesete.